# Округ Делавер (Индијана)
Округ Делавер (енгл. Delaware County) је округ у америчкој савезној држави Индијана.

## Демографија
По попису из 2010. године број становника је 117.671, што је 1.098 (-0,9%) становника мање 2000. године.
| Група             | 2000.           | 2010.           |
| Белци             | 107.068 (90,1%) | 103.721 (88,1%) |
| Афроамериканци    | 7.977 (6,7%)    | 8.146 (6,9%)    |
| Азијати           | 784 (0,7%)      | 1.144 (1,0%)    |
| Хиспаноамериканци | 1.304 (1,1%)    | 2.088 (1,8%)    |
| Укупно            | 118.769         | 117.671         |